# すもうねこ
『すもうねこ』は、はすまるによる日本の4コマ漫画作品。2010年にtwitterにアップしたことをきっかけに、web上で連載を開始。2018年5月27日、1173話をもって完結。バックナンバーは自身のホームページ「sumo-neko.com」にて閲覧可能。（2018年5月現在、863話から1173話まで）

## あらすじ・概要
白くて丸い一匹のノラ猫が相撲部屋の親方に拾われ…そして数年、稽古とちゃんこ（と昼寝）でネコはグングン成長し、子供たちに大人気の力士となった。
キャッチフレーズは「ほのぼのだけど時に辛口、思った以上に（？）本格的。ネコ初の力士が、角界でくりひろげる奮闘記！」。
2011年5月、リブレ出版より書籍化。2014年、NHK教育テレビ『青山ワンセグ開発』の8月期エントリー企画のひとつとしてドラマ化。

## 主な登場人物
すもうねこ
四股名は「すもうねこたろう」。本名はなし。東京都墨田区出身。こたつ川部屋の親方にスカウトされ（拾われ）て以来、相撲道に邁進。ネコ初の関取として人気を博す。

### こたつ川部屋
こたつ川親方
現役時四股名は「毛玉山大二郎」。最高位は大関。生涯通算成績、812勝842敗。すもうねこを角界に引き込んだ張本人。先見の明と、ネーミングセンスに定評あり。愛娘ササミのことは目に入れても痛くない。
ササミ
こたつ川親方の娘。就職して名古屋に住んでいたが、夢破れて戻ってきた。ねこ関に密かに恋心を抱いている。
まりも海
四股名は「まりも海一美」。先場所の番付は大関。角界でも指折りのイケメン力士。頼れる兄弟子でねこ関憧れの人。バツイチのキャバ嬢と結婚、現在2児の父。イヌ派。
豆錦
四股名は「豆錦次郎」。先場所の番付は幕下十一枚目。ねこ関の付け人。というよりは飼い主的存在。あまり出世欲がない。
わんぱく山
四股名は「わんぱく山健太」。先場所の番付は十両五枚目。こたつ川部屋のムードメーカー。先日さずかり婚し、すっかり尻にしかれているらしい。
味噌ノ山
四股名は「味噌ノ山胸夫」。先場所の番付は三段目八枚目。同じく、こたつ川部屋のムードメーカー。ウブで繊細。グラビア（最近は二次元も）好き。
見栄ノ海
四股名は「見栄ノ海孝」。先場所の番付は序二段七十五枚目。ねこ関の兄弟子。出世より、合コン重視。
加藤マサル
四股名は「金極道マサル」。先場所の番付は十両一枚目。こたつ川部屋の問題児。ねこ関に対し、常に生意気。病弱な母のため、早く強くなりたいとおもっている。中学時代はB組。
辻丸
四股名は「辻丸仁義」。先場所の番付は幕下四十七枚目。大の相撲ファンであるパパの影響で角界を目指すが、そのパパが暴力団員のため、入門が危ぶまれた。実は大きな声では言えないが、相撲より料理の方が好きかもしれない。
岩清水くん
四股名は「岩清水遼」。先場所の番付は序二段六十枚目。親方の娘ササミに恋するあまり、こたつ川部屋に入門。なかなか太れないし、ササミはデブ嫌いなのが悩みの種。

### だるま部屋
だるま山
四股名は「だるま山しげお」。先場所の番付は前頭八枚目。人気も存在感もない。ねこ関の人気がくやしいが、しかしよく一緒に呑みに行く仲。ねこ関のライバル的存在。

### 尾色毛部屋
絹乃覇汰
四股名は「絹乃覇汰歌麿」。先場所の番付は前頭十六枚目。美を追求する、尾色毛部屋所属。制限時間いっぱいになると、タオルではなく、パウダーをはたく。

### その他のキャラクター
肉森
元こたつ川部屋。現役時四股名は「肉森伊之助」。最高位は幕下五十五枚目。暴力事件が原因で解雇。現在は部屋の近所で焼き鳥屋を営んでいる。
お母さん
ねこ関の生みの親。いつも影からねこ関を見守っている。ロシ子との交際にはあまり賛成ではない様子。
ロシ子
ねこ関の彼女（？）。巡業や地方場所でのお土産を楽しみにしている。最近太った。

## 単行本
- 第1巻　2011年5月6日刊行 ISBN 978-4-86263-964-6
- 第1巻（kindle版）　ASIN B00BMKX3MO
- 第1巻（新装版）　2015年3月10日刊行 ISBN 978-4-7997-2436-1
- 第2巻 もふり寄り　2012年3月14日刊行 ISBN 978-4-7997-1102-6
- 第2巻 もふり寄り（kindle版）　ASIN B00LHOS2OO
- 第2巻（新装版）もふり寄り　2015年3月10日刊行 ISBN 978-4-7997-2534-4
- 第3巻 サケと泪と男とちゃんこ　2015年3月10日刊行 ISBN 978-4-7997-2535-1

## テレビドラマ
2014年、NHK教育テレビ『青山ワンセグ開発』の8月期エントリー企画のひとつとしてドラマ化。初回ダイジェストを含む全4話。当番組の目玉である、レギュラー化獲得には至らなかったが、トーナメント2位と健闘した。なお、本作の演出を行った雫石瑞穂は第31回ATP賞新人賞を受賞した。

### キャスト
すもうねこ
声 - 曙太郎
ささみ
演 - 鈴木愛理 (℃-ute)
まりも海
演 - 両國宏
マサル
演 - 脇知弘
犬王
演 - 北村友彦
こたつ川親方
演 - 舞の海秀平
だるま山
演 - チャンカワイ（Wエンジン）

### スタッフ
- その他の出演者 - いそむら智彦[3]
- スーツアクター - 松井武士
- プロデューサー - 渋谷未来、東田陽介[4]
- ディレクター - 雫石瑞穂[4]
- 制作 - テレパック[4]

### エピソードリスト
| #     | タイトル                | 出典動画 |
| ----- | ----------------------- | -------- |
| PR    | すもうねこ ダイジェスト |          |
| 第1話 | 決まり手はもふり寄り    |          |
| 第2話 | 母に捧げるバラード      |          |
| 第3話 | いとしの肉球            |          |